# ヘンリー・グレイ (初代サフォーク公爵)

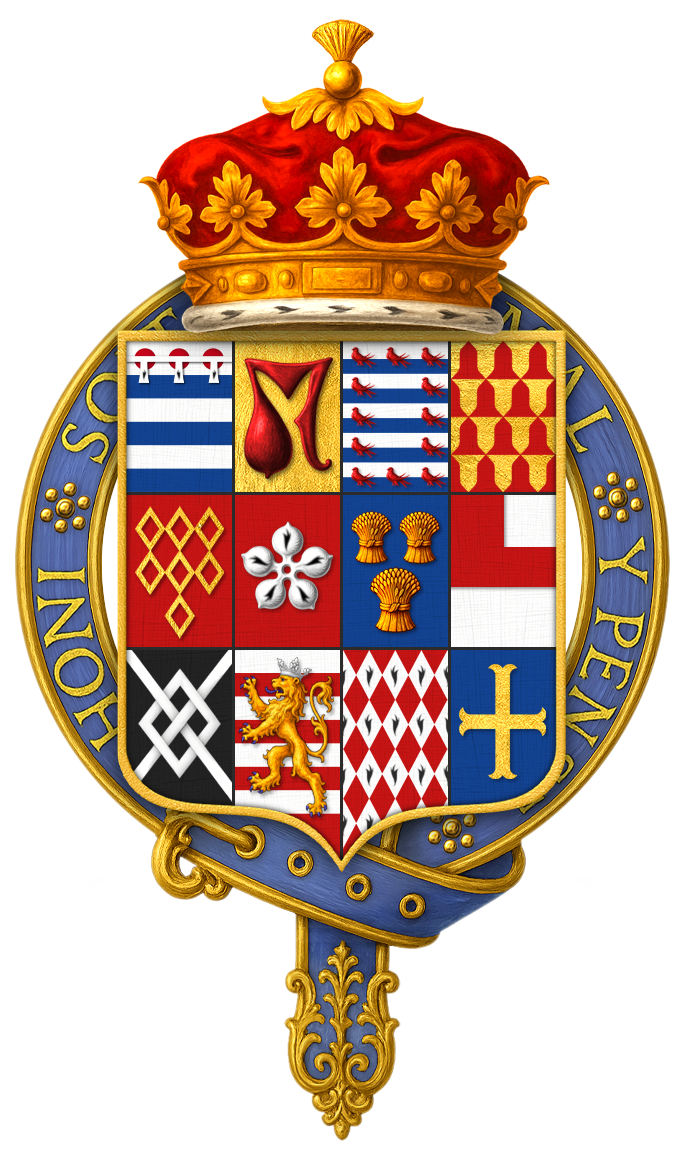
初代サフォーク公ヘンリー・グレイの紋章

初代サフォーク公爵、第3代ドーセット侯爵ヘンリー・グレイ（Henry Grey, 1st Duke of Suffolk, 3rd Marquess of Dorset, 1517年1月17日 - 1554年2月23日）は、テューダー朝時代のイングランドの貴族、廷臣。第3代ドーセット侯爵、のち初代サフォーク公爵。1553年にイングランド王位継承者となったジェーン・グレイの父。

## 生涯
第2代ドーセット侯爵トマス・グレイとその妻のマーガレット・ウォットンの間の長男として生まれた。1530年に父が死ぬと、13歳で侯爵位を相続する。家督相続以前に第18代アランデル伯爵の娘キャサリン・フィッツアランと婚約していたが、これを破棄して1533年にレディ・フランセス・ブランドンと結婚した。フランセスはヘンリー8世王の妹メアリー王女と初代サフォーク公爵チャールズ・ブランドンの娘であり、イングランド王位継承権を有していた。夫妻は王妃エリザベス・ウッドヴィルを共通の曾祖母に持つ、又従兄妹同士でもあった。2人の間に生まれた子供のうち、成育したのは3人の娘だけであった。王室の近縁者であるグレイは、若い頃からヘンリー8世の宮廷で高い地位を与えられた。1533年のアン・ブーリンの王妃戴冠式、1540年のアン・オブ・クレーヴズの入国の歓迎式典、1544年に始まるブローニュ包囲戦ではいずれもでは王の太刀持ち（the king's sword bearer）を務めた。バス騎士団の騎士であり、1547年にはガーター騎士団の騎士に任じられた。
ヘンリー8世の死後、新王エドワード6世を擁した護国卿のサマセット公爵が実権を握り、グレイの宮廷での立場は弱まった。彼は本邸のあるレスターシャーのブラッドゲートに戻り、地位の回復を模索した。サマセット公爵の弟トマス・シーモア卿が、グレイの長女ジェーンを引き取ってエドワード6世の王妃とする計画を持ちかけたが、シーモア卿が失脚して処刑されたため、計画は水泡に帰した。1549年、ノーサンバーランド公爵ジョン・ダドリーがサマセット公を失脚させて護国卿に就任すると、ダドリーの友人だったグレイは枢密院議員に抜擢された。1551年7月、妻フランセスの異母弟である第3代サフォーク公爵チャールズ・ブランドンが子供の無いまま死んだ。グレイは3か月後の1551年10月11日、妻の相続権に基づいて初代サフォーク公爵に叙せられた。グレイは熱心なプロテスタント信徒として知られ、議会および枢密院でも宗教改革の推進を主張し、スイスの宗教改革者ハインリヒ・ブリンガーとも家族ぐるみで親交を持った。
エドワード6世は1553年7月6日に死去する直前、遺言でグレイの娘ジェーンを王位継承者に指名していた。王の死から3日後の7月9日、グレイ、ノーサンバーランド公爵および枢密院議員たちは、ジェーンをイングランド女王であると宣言した。しかし傍系の継承権者に過ぎないジェーンの即位は人々の支持を得られず、エドワード6世の長姉メアリー1世が大多数の支持を得て王位に就いた。メアリー1世はグレイの妻フランセスの従姉で友人であるため、女王はグレイと娘ジェーン、娘婿のギルフォード・ダドリー（ノーサンバーランド公爵の息子）を助命しようと考えていた。しかしメアリー1世とスペイン王フェリペ2世の結婚に反対するワイアットの乱が起きると、女王は態度を硬化させ、グレイは1554年2月23日に斬首された。

## 子女
妻フランセス・ブランドンとの間の子供のうち、3人の娘が成育した。
- ジェーン・グレイ（1537年 - 1554年） - 1553年、ギルフォード・ダドリー卿と結婚
- キャサリン・グレイ（英語版）（1540年 - 1568年） - 1553年に第2代ペンブルック伯爵ヘンリー・ハーバート（英語版）と結婚（1554年離婚）、1560年に初代ハートフォード伯爵エドワード・シーモアと再婚
- メアリー・グレイ（1545年 - 1578年） - 1565年、トマス・キース（英語版）と結婚